# Alphonse Leduc
Pour les articles homonymes, voir Leduc.
Alphonse Leduc, né le 9 mars 1804 à Nantes et mort le 17 juin 1868 à Paris, est un musicien, compositeur, professeur et éditeur de musique français.

## Biographie
Petit-fils d’un violoniste et fils d’un bassoniste distingué, Leduc commence l’étude du solfège, du basson et de l’harmonie avec son père. Plus tard, il étudie la guitare et la flûte, et devient un véritable virtuose sur ces deux instruments. On cite un concert donné par lui à l’âge de 23 ans, dans lequel il exécute avec le même succès un air varié pour le basson, de grandes variations pour la flûte et une fantaisie pour la guitare.
Monté à Paris, il entre au Conservatoire, où il obtient un second prix de basson en 1825, avant de prendre des leçons d’harmonie d’Anton Reicha. De retour à Nantes fin 1826, il étudie le piano avec Charles-Laurent Rhein (d), puis bientôt se livre à la composition.
En quelques années, il offre au public une innombrable quantité d’œuvres de tout genre, dont le total ne s’élève pas à moins de treize-cents, comprenant, entre autres, une Méthode de piano, 9 livres d’études, 328 morceaux à 2 ou à 4 mains, 184 quadrilles, 153 valses et polkas, 295 morceaux de danse à 4 mains, 94 romances et mélodies à 1, 2 ou 3 voix, 13 œuvres de basson, 52 œuvres de guitare, 38 œuvres de flûte, 26 œuvres d’orgue, etc. À ses publications relatives à l’enseignement, il faut joindre des centaines de morceaux divers : fantaisies, thèmes variés, pièces de genre, bagatelles, un nombre infini de morceaux de musique de danse : quadrilles, valses, polkas, polkas-mazurkas, redowas, scottishs, etc.
En 1841, il fonde à Paris sa maison de commerce de musique, les éditions Alphonse Leduc, qu’il fournit lui-même d’un grand nombre de ses compositions, et qui devient rapidement prospère. Reprise par son fils Alphonse-Charles, cette maison absorbe de nombreux autres fonds, avant d’être elle-même rachetée par Music Sales Group en janvier 2014.

## Publications
- Méthode élémentaire de piano à l’usage des pensions. Il a été fait trente éditions de cet ouvrage.
- 25 Petites Études très-faciles pour les petites mains, op. 156.
- Études élémentaires, op. 128.
- Études mélodiques, op. 146.
- Études de mécanisme, op. 106.
- Études de genre, op. 154.
- 25 Petites Études à quatre mains, pour les petites mains, op. 156 bis.
- 24 Préludes dans tous les tons majeurs et mineurs, op. 169.
- Études chantantes et concertantes, à quatre mains, op. 191.
- Bibliothèque des jeunes pianistes, collection de 12 petites fantaisies brillantes, op. 144.
- Deuxième Bibliothèque des jeunes pianistes, 20 morceaux brillants et faciles, op. 160.